# Bob Esponja: la pel·lícula
Bob Esponja: La pel·lícula (original: The SpongeBob SquarePants Movie) és una pel·lícula dirigida per Stephen Hillenburg el 2004. És una adaptació de la sèrie televisiva Bob Esponja. Ha estat doblada al català.
Hauria sigut el final i l'apoteosi després de les tres temporades de la sèrie dissenyada per Stephen Hillenburg (1961-2018). Ambientada després dels esdeveniments de la sèrie original, és un film èpic, heroic i d'aventures, amb monstres marins, David Hasselhoff en el paper d'ell mateix i la corona de Neptú com el MacGuffin. Una grossa part del film és rodada en el món real.

## Argument
La pel·lícula comença amb una tripulació pirata, dirigida pel capità Pinty, que amb neguit esperen el seu tresor: les entrades per al film de Bob Esponja.
Bob Esponja somia que és el cap del restaurant Krank Kruixent. El restaurant està en perill perquè un client anomenat Phil va rebre una krankiburguesa (en l'original ‘Krabby Patty’) sense el formatge obligatori, però Bob Esponja arregla el problema per salvar el dia. Bob Esponja es desperta, i tot feliç es prepara per a la cerimònia d'obertura del Krank Kruixent 2. Bob anhela que senyor Krank el promourà cap del nou restaurant. A la cerimònia d'obertura, és Balamar (Squidward Tentacles en la versió original) que rep el títol, per ser «més madur» que Bob. Krank explica que un nen com Bob, és massa petit per a la tasca.
Amb una depressió severa, Bob Esponja se'n va al seu restaurant preferit, el Cacauot Ximplot. Hi menja molts gelats amb el seu amic Patrick Estrella, per oblidar les penes. Es desperta l'endemà al matí amb ressaca. Mentrestant, Sheldon J. Plàncton, rival en els negocis del senyor Krank intriga per robar-li la fórmula de la krankiburguesa; Plàncton roba la corona del Rei Neptú i inculpa Krank com a autor del delicte.
Indignat, Neptú corre cap al Krank Kruixent 2 i interroga Krank. Bob Esponja arriba tard tot maleint el senyor Krank, però en veure que la vida del seu cap perilla, promet el rei Neptú que recuperarà la corona, que ara mateix es troba a la ciutat de Petxina, un lloc perillós conegut per tota la fauna marina. Bob Esponja té sis dies per tornar la corona, si no, Krank serà fregit. Perquè no s'escapi, Neptú congela Krank amb el seu trident. Bob i Patrick després se'n van cap a la Ciutat Petxina.
Plàncton aprofita que el seu rival és sòlidament congelat, i roba la fórmula de la krankiburguesa. També envia Dennis, un assassí a sou per caçar Bob Esponja i Patrick. Balamar descobreix que Plàncton va robar la corona de Neptú i alerta les autoritats. No obstant això, en Plàncton utilitza poals de control mental, disfressats de records del seu restaurant, per controlar els residents de la ciutat de Baixos de Bikini, se'n fa amo i la rebateja com a Planctòpolis.
Camí cap a Ciutat Petxina, Bob Esponja i Patrick troben molts obstacles però llur ximpleria manifesta els ajuda a desafiar la mort. Finalment, s'acosten a una rasa plena de criatures carnívores. Abans que els dos admeten la derrota, la filla de Neptú, Mindy, sembla que els dona alè en confirmar falsament que són uns homes, no nens. Cantant una cançó, Bob Esponja i Patrick ballen i reïxen travessar la rasa amb facilitat, però a l'altra banda es troben amb Dennis. Quan aquest està a punt d'aixafar-los amb la seva bota de punxes, és trepitjat per una bota grossa i feixuga d'un escafandrista (El Ciclop). Aquest captura Bob Esponja i Patrick i es dirigeix a la seva botiga al costat de la platja, que és en realitat «Ciutat Petxina».
Quan hi arriben, Bob Esponja i Patrick troben la corona, però s'ha fet malbé, tot eixugada per un excés de llum. Ploren, i les llàgrimes provoquen un curtcircuit que allibera fum que activa el sistema de ruixadors d'emergència. L'aigua antiincendis torna la vida als protagonistes i la resta de criatures del mar que es venen com souvenirs. Mentre que les criatures del mar es vengen de l'humà, Bob Esponja i Patrick s'emporten la corona. David Hasselhoff ofereix els dos un viatge a Baixos de Bikini, que accepten de bon grat.
En el camí, Dennis es posa al dia amb ells, però és copejat per un catamarà al mar. Mentrestant, al Krank Kruixent 2, Neptú es disposa a executar Krank, mentre que Plàncton espera ansiosament. En l'últim moment, Bob Esponja i Patrick tornen amb la corona, salven en Krank, i després enfronten Plàncton. Al seu torn, Plàncton activa les galledes controladores. Així com que Plàncton creu que ha triomfat i ha guanyat, Bob Esponja, apreciant el fet que ell és només un nen i que va reeixir molt en els últims sis dies, fa servir la seva imaginació per tocar el tema Cacauot Ximplot en la forma d'una cançó de rock (una paròdia de «I Wanna Rock» de Twisted Sister), amb la seva guitarra per alliberar els esclaus de Plàncton. En adonar-se de la derrota una vegada més, Plàncton intenta escapar, però és trepitjat pels ciutadans de Baixos de Bikini.
Plàncton és arrestat i empresonat. Rei Neptú agraeix Mindy, Bob i Patrick la seva valentia i descongela Krank, que gentilment li dona a Bob Esponja el títol d'«encarregat del Krank Kruixent 2». En els crèdits finals, Bob Esponja es veu fent treballs i tasques per al Sr. Krank amb un barret de grans dimensions emprat al Krank Kruixent.
Després dels crèdits finals de la pel·lícula, un acomodador de teatre insta el capità Pinty i la seva tripulació de pirates per sortir.

## Repartiment
| Personatge             | Veu original       | Veu catalana            |
| ---------------------- | ------------------ | ----------------------- |
| Bob Esponja Calçacurta | Tom Kenny          | Albert Mieza            |
| Bob Esponja Calçacurta | Tom Kenny          | Òscar Mas (veu cantant) |
| Patrick Estrella       | Bill Fagerbakke    | Jordi Boixaderas        |
| Rei Neptú              | Jeffrey Tambor     | Claudi García           |
| Princesa Mindy         | Scarlett Johansson | Michelle Jenner         |
| Sheldon Jr Plàncton    | Mr. Lawrence       | Joan Carles Gustems     |
| Dennis                 | Alec Baldwin       | Alfonso Vallés          |
| Balamar Tentacles      | Rodger Bumpass     | Pep Sais                |
| Eugene H. Krank        | Clancy Brown       | Domènec Farell          |
| David Hasselhoff       | David Hasselhoff   | Salvador Vives          |
| Karen, la dona robot   | Jill Talley        | Maria Lluïsa Magaña     |
| Víctor                 | Thomas F Wilson    | Enric Serra Frediani    |
| Sorreta Galtones       | Carolyn Lawrence   | Elisabet Bargalló       |
| Perch Perkins          | Dee Bradley Baker  | Aleix Estadella         |
| Walter el cambrer      | Dee Bradley Baker  | Xavier Casan            |
| Capità Bart el pirata  | Bart McCarthy      | Jaume Mallofré          |
| El narrador francès    | Tom Kenny          | Eduard Elias            |
| Escuder reial          | Carlos Alazraqui   | Jaume Costa             |
| Sra. Bota              | Mary Jo Catlett    | Fina Rius               |

## La banda sonora
La cançó «Cacauot Ximplot» interpretada per Bob (cantada en realitat per Dee Snyder i en català per Òscar Mas) al final és treta de la cançó «I Wanna Rock» del grup de rock dur Twisted Sister. Al bar de mala fama Thug Tug, es pot sentir la cançó «You better swim» (‘millor nadar’) una versió de «You better run» del grup de heavy metal britànic Motörhead. Quan sobre el seu vaixell, els pirates canten «Bob Esponja Calçacurta», branden plaques que formen les paraules «Spongebob Squarepants» (el nom en anglès). És una referència a la pel·lícula Hook, quan els pirates aclamen Jack al partit de beisbol.